# Biblia Hebraica Quinta
A Biblia Hebbraica Quinta (jelentése magyarul Ötödik héber Biblia), rövidítései BHQ vagy BH5, a héber Biblia ötödik kiadása, a Biblia Hebraica Stuttgartensia feljavított változata. Készítése egyelőre folyamatban van a Német Bibliatársulatnál, azonban már több kötetet megjelentettek.

## Szerkesztése
A stuttgarti székhelyű Német Bibliatársulat (németül: Deutsche Bibelgesellschaft) egy nemzetközi csapattal végzi jelenleg is a munkát, amelynek 14 különböző országból (Izrael, Svájc, Németország, Írország, Finnország, Spanyolország, Olaszország, Lengyelország, USA, Hollandia, Belgium, Egyesült Királyság, Franciaország, Norvégia) vannak tagjai, vallásukat tekintve pedig zsidók vagy keresztények (katolikusok és protestánsok), ezzel is hangsúlyozva, hogy ökumenikus projektről van szó. A cél, hogy hozzáférhető, viszonylag olcsó, a héber bibliaszövegekkel alaposan foglalkozó kiadványokat állítsanak elő.
A szövegek főleg a leningrádi kódexre hagyatkoznak, amit sokáig a legrégebbi fennmaradt héber Bibliaként tartottak számon, mígnem Jacqui Safra fel nem fedezett egy annál is régebbi kéziratot, a Sassoon-kódex-et.
A munka már az elején igen aprólékosan és alaposan haladt 2002 előtt. Az első kötetek 2004-től láttak napvilágot. A program egyik szerkesztője, Richard D. Weis akkor még úgy vélte, hogy 2010-re elkészül minden kötet. Később már 2020-at jelölték meg a munka befejező időpontjának. 2023 júniusában a társulat titkára, dr. Rolf Schäfer nyilatkozott, hogy a jelenlegi becslések szerint 2032 körül érhet véget a munka.
A munkát számtalan dolog hátráltatta, többek között néhány munkatárs időközben bekövetkezett betegsége és/vagy halála: Richard D. Weis, a lexingtoni teológiai szemináriumról 2020-ban elhunyt, ő volt a felelős Jeremiás könyvének összeállításáért. Helyét Miika Tucker vette át a Helsinki Egyetemről. Zipora Talshir a beér-sevai Ben-Gurion Egyetemről végezte a Krónikák két könyvének szerkesztését, 2016-ban szintén meghalt, helyére korábbi mentoráltja és munkatársa, Dalia Amara lépett.
Jób könyvének megjelentetését, amelynek szerkesztője Robert Althann a Pápai Biblikus Intézettől, ez idáig ismeretlen okokból többször is elhalasztották, noha már 2017-ben esedékes volt.

## Szerkesztési elvek
A kísérőszövegek a korábbi kiadásoktól ellentétben nem latinul, hanem angolul vannak. Szintén megemlítenek benne (gyakran idéznek is) más héber szövegeket, illetve arámi, görög és szír-arámi változatokat. A kötetekben jegyzetek is vannak a Maszórából (konzultánsként Aron Dotan segédkezik ebben a tel-avivi egyetemről). A stuttgarti héber bibliával ellentétben sokkal több jegyzetet tartalmaznak ezek a kötetek. Részben ez is indokolttá tette a Biblia Hebraica Quinta több kötetben való megjelentetését.

## Kötetek

### Publikált kötetek időrendben
- 2004: Írások (Megilloth), szerkesztők: Jan de Ward (Strasbourgi Egyetem), 	Piet B. Dirksen (Leideni Egyetem), Yohanan A. P. Goldman (Freiburgi Egyetem), Rolf Schäfer (Német Bibliatársulat), Magne Sæbø (MF vitenskapelig høyskole for teologi, religion og samfunn)
- 2006: Ezdrás és Nehemiás (Ezra and Nehemiah), szerkesztő: David Marcus (Jewish Theological Seminary of America)
- 2007: Deuteronomium (Deuteronomy), szerkesztő: Carmel McCarthy (Dublini Főiskolai Kar)
- 2008: Példabeszédek (Proverbs), szerkesztő: Jan de Waard (Strasbourgi Egyetem)
- 2010: Kispróféták (Twelve Prophets), szerkesztő: Anthony Gelston (Durhami Egyetem)
- 2011: Bírák (Judges), szerkesztő: Natalio Fernandez Marcos (Consejo Superior de Investigaciones Científicas)
- 2016: Genezis (Genesis), szerkesztő: Avram Tal (Tel Aviv-i Egyetem)
- 2021: Leviták (Leviticus), szerkesztő: Innocent Himbaza (Freiburgi Egyetem)
- 2024: Jób (Job), szerkesztő: Robert Althann

### Folyamatban levő kötetek
A kivonulás könyve (Exodus), Számok (Numbers), Józsué (Joshua), Sámuel első és második könyve (Samuel), Királyok első és második könyve (Kings), Izajás (Isaiah), Jeremiás (Jeremiah), Ezékiel (Ezekiel), Krónikák (Chronicles), Zsoltárok (Psalms), Dániel (Daniel)